# Fátima Leyva
Fátima Leyva (Ciudad de México, México, 14 de febrero de 1980) es una futbolista mexicana.
En el 2005 firma para el equipo de  F.C. Indiana en Estados Unidos por cuatro años donde es Campeona de Liga y Copa. En el 2006 es comentarista deportiva de Univisión del Mundial Varonil Alemania 2006. En el 2007 regresa al club F.C. Indiana donde nuevamente es campeona de copa y de liga.  También en 2007 se retira de Selección femenina de fútbol de México y decide probar suerte en Europa.
A finales de 2008  despierta el interés del equipo Ucraniano Naftokhimik en la Copa de la UEFA Femenina finalmente no se concreta la contratación.
En el 2010 firma para el Club Zvezda de Rusia donde es subcampeona de liga y llega a cuartos de final de la Liga de Campeones Femenina de la UEFA.  
En el 2012 se integra al Club F.C. Zorky también de Rusia juega por dos años y una vez más es Campeona, pero ahora de la temporada de invierno obteniendo un octavo lugar en su 2.ª Liga de Campeones Femenina de la UEFA.
A partir del 2014 participa en un programa de Gobierno Federal mexicano "Glorias del Deporte. Fútbol. Escuelas de vida" donde ha sido Directora Deportiva en diferentes sedes (Tijuana, Chiapas y Guerrero). Donde  ayuda a jóvenes de escasos recursos y con diversas problemáticas sociales a reintegrarse a la sociedad por medio del fútbol.
En el  2017 vuelve al fútbol soccer con el equipo Michigan Chill Soccer Club en Estados Unidos.
A partir del 2018 se integra nuevamente a la Selección Nacional Mexicana pero ahora en la modalidad de Fútbol Playa donde es Capitana del representativo mexicano. Actuales CAMPEONAS DE CONCACAF que les permitió ganar su boleto al Mundial de Fútbol Playa celebrado en Catar 2019.
Trabajo como Directora Deportiva en San Matías T. Puebla.
Colaboradora activa para clubes de futbol en Estados Unidos 

## Participaciones en Copas del Mundo
| Mundial                                 | Sede           | Resultado    | Partidos | Goles |
| --------------------------------------- | -------------- | ------------ | -------- | ----- |
| Copa Mundial Femenina de Fútbol de 1999 | Estados Unidos | Primera Fase | 3        | 0     |

## Participaciones en Juegos Olímpicos
| Mundial                            | Sede   | Resultado        | Partidos | Goles |
| ---------------------------------- | ------ | ---------------- | -------- | ----- |
| Torneo olímpico femenino de fútbol | Grecia | Cuartos de final | 3        | 0     |

## Participaciones en Copa de Oro
| Copa                | Sede           | Resultado    | Partidos | Goles |
| ------------------- | -------------- | ------------ | -------- | ----- |
| Copa de Oro de 2002 | Estados Unidos | Tercer lugar | 4        | 1     |
| Copa de Oro de 2006 | Estados Unidos | Tercer lugar | 3        | 2     |